# El charlatán sacamuelas
El charlatán sacamuelas, también denominado El sacamuelas, es una pintura al óleo sobre lienzo de Theodoor Rombouts (1597-1637), pintor caravaggista flamenco, que residió algún tiempo en Italia entre 1616 y 1625, aunque la influencia de Caravaggio pudo recibirla previamente, en su Amberes natal, como discípulo de Abraham Janssens. La obra se encuentra en el Museo del Prado, donde se inventarió ya en 1857 con el título de El charlatán saca-muelas procedente de la colección real.

## Descripción
La pintura muestra una de las características escenas de género en las que se especializó el pintor. En la escena se presenta a un risueño sacamuelas haciendo su trabajo en presencia de un grupo de espectadores dispuestos en torno a una mesa, sobre la que reposan el instrumental de trabajo del sacamuelas reproducido con total fidelidad y los diplomas que le acreditan como tal, tal vez falsos. 
Los demás pacientes muestran diversas actitudes para disimular sus verdaderas emociones, o bien están esperando su turno, o también están viendo horrorizados como sufre el paciente que está siendo tratado de mala manera por el dentista ambulante. El pintor flamenco no escatima detalle, incluso el collar de muelas arrancadas que a modo de presentación de su experiencia cuelga del cuello del practicante, en cuya consulta el dolor es inevitable.